# گمینا کلووو
گمینا کلووو (به لهستانی:  Gmina Klwów) یک گمینا در لهستان است که در شهرستان پژسوخا واقع شده‌است. گمینا کلووو ۹۰٫۴۶ کیلومتر مربع مساحت و ۳٬۴۷۰ نفر جمعیت دارد.